# 보산제철소
보산제철소(保山製鐵所)는 조선민주주의인민공화국 남포시 천리마구역에 있는 제철소이다. 4월13일제철소라고도 불린다.

## 개요
1987년에는 내화물 직장에서 신형 내화벽돌을 도입하여 로의 수명을 1.5배로 향상시키는 효과를 거두었고, 1992년에는 천정 기중기 1대, 볼반 2대, 쎄빠 1대 및 1000여 개의 소공구와 예비 부속품을 순천 지구 탄광 연합 기업소 산하 한룡 탄광에 공급하였다. 
1995년들어 원료의 예비 처리 시설을 보다 합리적으로 개선함으로써 연료와 자재를 절감하고 있고, 예비 처리 공정에 사용되는 새로운 연료 첨가제를 개발하였다.
그러나 2001년이후 2003년 중반까지 개천 - 태성호 물길 공사 지원에 대한 내용만이 공개되었으며 2005년초 각지 금속 공장들과 마찬가지로 주체적인 철 생산 방법을 도입하여 생산을 보다 활성화하기 위해 노력하고 있다는 기사 이후 별다른 기사가 확인된 바 없다.
이후 90년대 중반 고난의 행군을 거치면서 가동이 극히 부진했던 것으로 보이고 있다는 것이다. 
2000년대 초반경 그나마 지원받던 무산 광산의 자철광 공급이 중단되어 회전로들이 가동을 멈추게 되었으며 이를 해결하기 위해 철광석을 거리가 가까운 은률 광산의 갈철광으로 대체하기로 하였다.

## 개건 현대화 과정
국가 과학원 김책공업종합대학 연구사들의 도움하에 갈철광과 서부 지구 탄전의 무연탄을 사용하여 철을 생산하는 시험로를 제작하여 출선에 성공한 바 있다.
2006년들어 이같은 성과를 바탕으로 주체철 생산공정을 설치했는데 철광석(고품위)을 덩어리 상태로 이용하는 조건에 맞게 1호 회전로의 원료장입장치를 새로 설치하고 제진장치를 달았으며 내화벽돌생산기지도 갖추었다. 이번 주체철 생산공정에는 성구와 산화배소공정이 없고 일정한 크기의 철광석을 다른 부원료들과 함께 그대로 회전로에 장입하여 주체철을 생산하는 방식으로 원가가 적게 들고 생산주기가 짧으며 노체 조업과 기술 관리가 복잡하지 않다고 한다.
이와 함께 주체철 생산과정에서 나오는 철과 자체로 만든 흑연 전극, 티탄 광석을 이용하여 일반 강철 뽈에 비해 1.8배의 수명을 가지는 석탄분쇄용 뽈을 생산하였으며 8월까지 수백 톤을 생산, 화력발전소들에 보내주었다.
2007년에는 1호 회전로의 원료 장입 장치 설치 성과와 경험을 살려 2, 3호 회전로에도 설치를 추진하였으며 생산 능력 확장을 위한 회전로들의 개건 보수와 사별장 건설을 진행하였다.
2008년에는 새기술 혁신안을 받아들여 1월 들어 종전보다 50%의 연료를 절약하면서도 주체철 생산성을 1.3배로 늘리는 성과를 기록하였으며 회전로의 감속기를 개조하여 전기 질이 낮은 조건에서도 노체의 회전 속도를 높일 수 있게 하였다. 
2호 회전로 보수도 무정형 내화물을 활용하여 단기간내 완료하였음을 알수가 있고 7월 들어 현 생산 능력을 2배로 높일 수 있는 3호, 4호 회전로 개건 작업을 본격화하였다.
이와 함께 많은 양의 주체철을 생산하여 천리마제강련합기업소와 대안중기계련합기업소를 비롯한 대상 설비 생산 단위들에 공급하였다.
2009년에는 첫달에 2호 회전로에서 주체철 생산 최고 기록을 돌파했으며 3호 회전로 대보수를 계속 진행하는 가운데 1호 회전로에 노체 선풍기를 설치하여 생산성을 1.3배로 높이기 위한 기술 개건을 완료하였다. 
2월 들어 하루 평균 수십 톤의 주체철을 더 생산하는 생산실적을 기록했다고 하며 3호 회전로 개건에 주력하였다. 
1월 - 8월간 월별 생산 계획을 연이어 넘쳐 수행하였으며 9월 달에 완료된 150일 전투 기간중 수만 톤의 주체철을 생산하였다고 한다. 
3호 - 4호 회전로 개건 능력 확장 공사에 대안중기계련합기업소, 룡성기계련합기업소, 전기 기계 공업 관리국 산하 성천강 전기 공장, 평양 전동기 공장 등과 평양 베어링 공장이 대상 설비 생산을 맡았으며 12월들어 3호 전기로 현대화 공사를 완료하고 생산 능력을 2배로 높일 수 있게 되었다 한다.
이와 함께 국가 과학원 조종 기계 연구소 지원 하에 회전로 원료 공급 계통에 대한 자동 계량 체계와 생산 공정 전반을 종합적으로 조종하는 체계를 완성하였다.
한편 1호 회전로와 2호 회전로 가동 중단 사고가 발생하여 보수하였다고 밝히고 2011년 들어 전년대비 1.2배 생산 목표를 세우고 주체철 생산 전투를 벌이는 가운데 8월 들어 용해로 직장에서 이전의 낡은 생산 공정을 드러내고 자체 원료와 연료에 의거한 자소 전극 생산 공정을 조성하였다.
2012년들어서도 주체철 생산을 지속하면서 1기의 회전로 추가 건설에 역량을 집중하였고 2013년도에는 3월에 1호 회전로 배풍 설비를 개조해 생산성을 1.3배로 제고하였으며 2호 회전로 배풍 설비를 개조하기 위한 작업을 진행하는 가운데 1/4분기 주체철 생산을 전년도 같은 시기보다 크게 늘려 인민 경제 계획을 완수하였다.
2014년에도 금속 공업성 직원들이 파견되어 주체철 생산 정상화와 회전로 개건 및 보수 공사를 다그쳤으며 2월에는 총리가 내려와 대책을 강구하고 4월 최고인민회의 토론에서는 주체철 증산을 위한 설비·자재를 제때에 공급하지 못했다는 보고가 있었다는 점에서 주체철 생산을 확대하는데 기술 설비 상에 문제가 발생한 것으로 보인다.